# 葉拯民
葉拯民（1921年12月23日—1956年6月23日），辽寧遼陽人，中華民國空軍軍官、飛行員，在率領SMG組員駕駛B-17赴中國大陸執行任務時，遭中國人民解放軍空軍飛行員魯珉駕駛的米格-17擊落，全體機員身亡。

## 生平

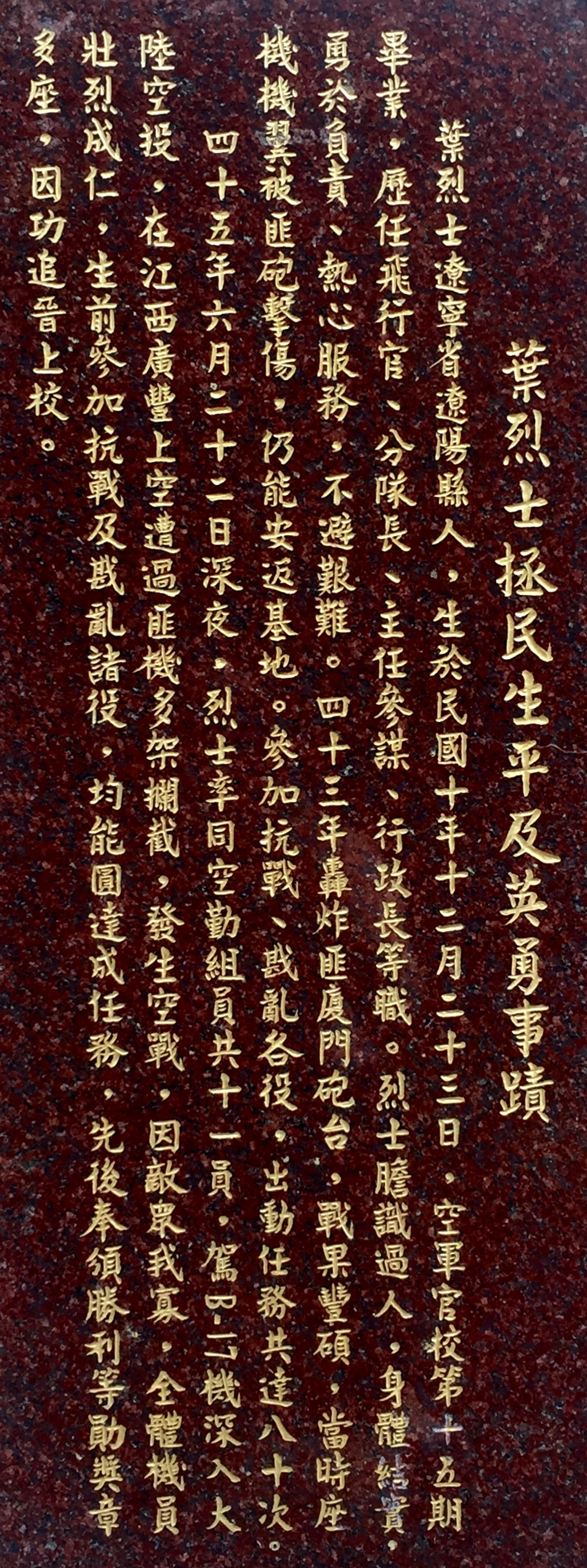
葉拯民銅像碑文

葉拯民為空軍官校第十五期畢業，歷任飛行官分隊長、主任參謀，並擔任第八大隊行政長。1955年，官至中校的他加入黑蝙蝠中隊的前身「空軍特種任務組」(SMG)，擔任組長。
1956年6月22日，葉拯民率領SMG組員赴中國大陸執行任務。當晚22時，飛機進入浙江玉環島上空，高度2000英呎，時速300公里，沿途投撒傳單，先後經浙江天台、義烏、壽昌、安徽歙縣、休寧、江西婺源、德興、廣豐等地。
6月23日零時39分，解放軍空軍第12師第34團團長魯珉駕駛米格-17型起飛，藉由地面指揮所引導來迎機。他利用月光在距離2000英呎目視發現葉拯民駕駛的B-17G，首次在距400到500英呎開炮，擊中目標﹔第二次距270英呎開炮，將敵機擊墜於江西廣豐縣境內，葉拯民等全員陣亡。此乃解放軍空軍在國土防空作戰中第一次夜間擊落飛機，中华人民共和国国防部在同月26日通令嘉獎作戰有功人員。
| 罹難者姓名 | 職位             |
| ---------- | ---------------- |
| 葉拯民     | 機長正駕駛飛行官 |
| 楊頌文     | 副駕駛飛行官     |
| 林其榕     | 電子反制官       |
| 羅樸       | 電子反制官       |
| 周興國     | 領航官           |
| 錢端信     | 領航官           |
| 杜漢萍     | 通信官           |
| 高鵬飛     | 機械員           |
| 陳立仁     | 空投員           |
| 郝書勤     | 空投員           |
| 王茂森     | 空投員           |

## 身後

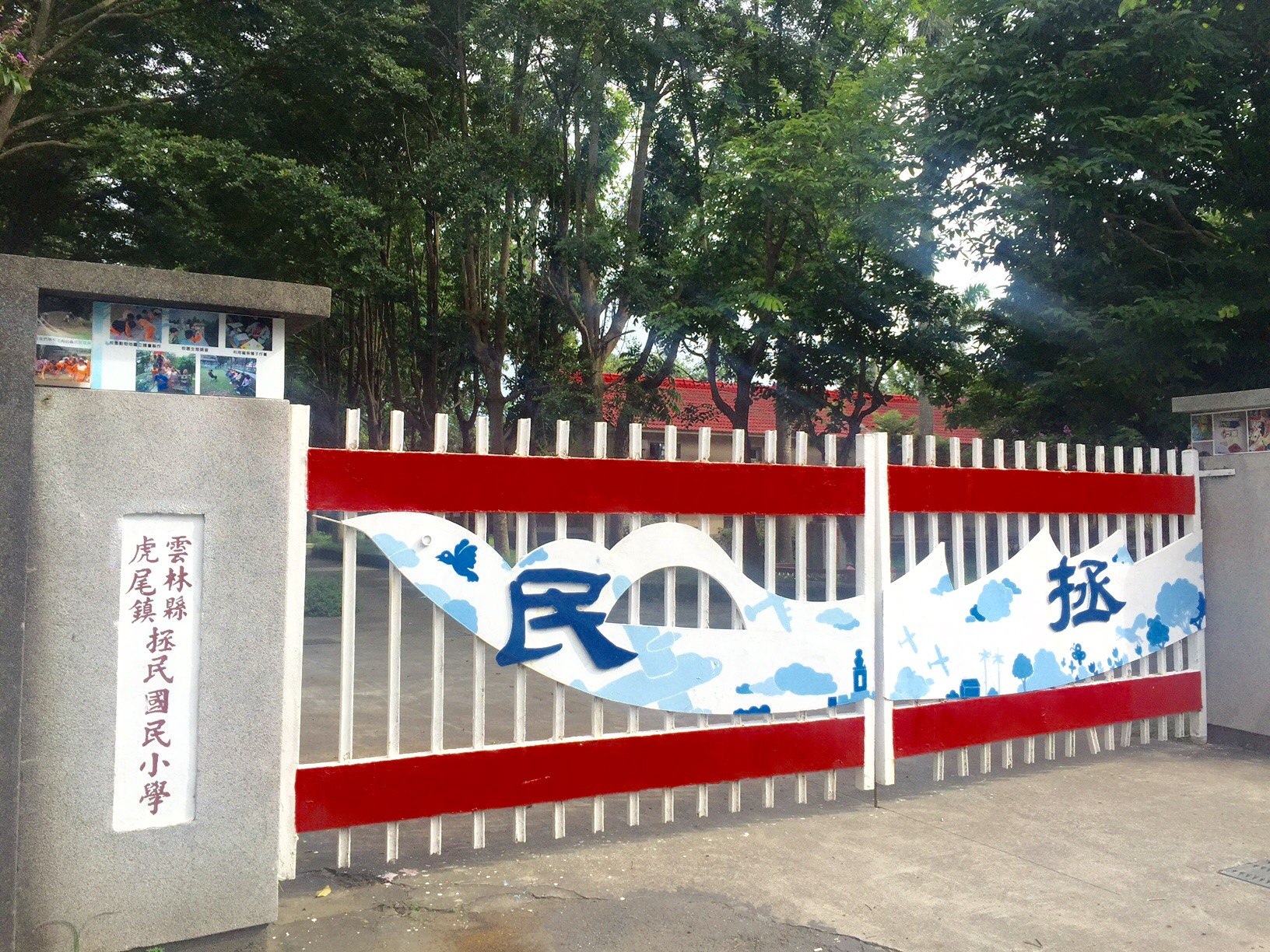
大屯國小拯民分校大門

葉拯民殉職後由空軍官校第十六期畢業的陸乾原代理組長。
1966年8月1日，位在雲林縣虎尾鎮的虎尾空軍子弟學校移交給雲林縣政府接辦，並改名為「拯民國民學校」，兩年後九年義務教育改名稱作「拯民國民小學」。是全臺灣唯二以黑蝙蝠中隊隊員名字命名的學校，另一間是紀念周以栗的屏東縣東港鎮以栗國民小學。2011年，拯民國小因人口流失、學生減少，遂被併校，改稱「大屯國小拯民分校」，校產被麥寮高中接收。
拯民小學設有葉拯民紀念銅像。校方設立「黑蝙蝠光陰迴廊」讓學生了解這段歷史，並曾帶學生到新竹尋訪黑蝙蝠中隊的發源地，聽黑蝙蝠中隊李崇善中校訴說往事。
2006年1月19日，時任中華民國總統的陳水扁下令追晉當時陣亡的士官兵，空軍三等士官長高鵬飛為空軍少尉，空軍上士杜漢萍為空軍准尉，空軍上等兵陳立仁、郝書勤為空軍下士，空軍一等兵王茂森為空軍上等兵。